# Organiste à calotte d'or
Euphonia saturata
Espèce
Statut de conservation UICN

 LC  : Préoccupation mineure
L'Organiste à calotte d'or (Euphonia saturata) est une espèce d'oiseau de la famille des Fringillidae.

## Systématique
Le nom scientifique complet (avec auteur) de ce taxon est Euphonia saturata (Cabanis, 1861).
Ce taxon porte en français le nom vernaculaire ou normalisé suivant : Organiste à calotte d'or.